# Rodrimar
Grupo Rodrimar, ou simplesmente Rodrimar, é um grupo empresarial brasileiro que reúne 5 empresas e 2 parcerias comerciais, formando uma cadeia logística integrada. Localizado no Porto de Santos, o grupo possui terminais portuários alfandegados para operação de navios com carga geral, contêineres e de projeto que opera 24h por dia. A companhia controla ainda outras instalações no cais.

## História
A empresa foi fundada em 1944 pelos irmãos Manoel Rodrigues e Nilo Rodrigues e co-fundadores Lauro Rodrigues, Avelino Rodrigues Filho e Nívio Rodrigues, vindo a se especializar na prestação de serviços em comércio exterior e se desenvolveu paralelamente ao crescimento do Porto de Santos.

## Operação Lava Jato
Em março de 2018, o dono da Rodrimar, o empresário Antônio Celso Grecco, foi um dos dez presos na Operação Skala, da Polícia Federal, como parte do inquérito que apura se o então presidente Michel Temer beneficiou, com a edição de um decreto, empresas do setor portuário. A empresa chegou a perder certificados de segurança internacional de dois terminais no porto de Santos e, mesmo sem tais certificados, a Rodrimar declarou que as operações da empresa não serão afetadas.